# 王鳴鳳
參數所指定的目標頁面不存在，建議更正成存在頁面或直接建立下列一個頁面（建立前請先搜尋是否有合適的存在頁面可以取代）：
- 王时瑞

王鳴鳳（1487年—？），字時瑞，四川夔州府巫山縣人，民籍，明朝政治人物。

## 生平
四川鄉試第四十六名舉人，正德十六年（1521年）中式辛巳科會試第二百九十一名，三甲第一百三十名進士。

## 家族
曾祖王鎮；祖父王文；父王珍，曾任義官。母田氏；繼母譚氏、李氏。具庆下。